# Saint-Germain-Beaupré
 Saint-Germain-Beaupré  là một xã thuộc tỉnh Creuse trong vùng Nouvelle-Aquitaine miền trung nước Pháp. Xã này nằm ở khu vực có độ cao trung bình 330 mét trên mực nước biển.